# 阮玉瓚
阮玉瓚（越南语：／；1888年—？年），越南阮朝官員。

## 生平
阮玉瓚是廣平省廣澤府平政縣順排總丹砂社（今属廣平省𠀧屯市社廣福坊）人，同慶三年（1888年）出生。維新六年（1912年），參加承天場鄉試，考中舉人。啟定元年（1916年），會試中格，庭試考中三甲同進士出身。後任延慶知府。